# Obata Masamori
Obata Masamori (小幡昌盛?   1534 –29 de marzo de 1582), conocido también como Obata Nobusada, fue uno de los Veinticuatro Generales de Takeda Shingen, los cuales gozaban de su total confianza.

## Biografía
Masamori fue hijo de Obata Toramori desciende del clan Heike, originarios de la Provincia de Kozuke. Alrededor de 1560 Masamori dejó Kozuke para unirse al clan Takeda, donde más tarde se convertiría en señor del castillo Kaizu de la Provincia de Shinano.
Aunque Masamori pertenecía al grupo de los sakikata-shu (grupo de enemigos conquistados), siempre demostró lealtad a su señor. Peleó en la Batalla de Mimasetoge de 1569 y en la Batalla de Mikatagahara de 1573, donde lideró una tropa de caballería. En la Batalla de Nagashino de 1575, lideró el grupo más grande de caballería el cual consistía en 500 samuráis montados y 1000 hombres a pie. Con la compañía central comandada por Takeda Nobukado, atacó las líneas de Oda junto con otros daimyō de Kozuke. Finalmente, ya que la armada del clan Takeda no hacía realmente ningún avance, se llamó al cese de hostilidades pero no sin antes haber sufrido grandes bajas. Las heridas que recibió Masamori en Nagashino lo condujeron finalmente a la muerte.
El hijo de Masamori, Obata Kagenori (1570-1644), luego de la muerte de su padre se convirtió en paje del Shōgun Tokugawa Hidetada y en su servicio completó la famosa "Takeda-ryu Kōyō Gunkan -sho" trabajo en el que se basó la "Heihō Okigi-sho" el libro secreto de estrategia del Clan Takeda.